# Bîranînen li ser kevirî
Pour plus de détails, voir Fiche technique et Distribution.
Bîranînen li ser kevirî est un film dramatique kurde irakien réalisé par Shawkat Amin Korkiv et sorti en 2014.
Le film est sélectionné comme entrée irakienne pour l'Oscar du meilleur film en langue étrangère à la 88e cérémonie des Oscars qui s'est déroulée en 2016.

## Fiche technique
- Titre : Bîranînen li ser kevirî
- Réalisation : Shawkat Amin Korki
- Scénario : Mehmet Aktas et Shawkat Amin Korki
- Photographie : Salem Salavati
- Montage : Ebrahim Saeedi
- Production : Mehmet Aktas
- Société de production : Mitosfilm
- Pays de production :  Allemagne et  Irak
- Genre : Comédie dramatique, historique et guerre
- Durée : 97 minutes
- Dates de sortie : 
  - Tchéquie : 6 juillet 2014 (Festival international du film de Karlovy Vary)

## Distribution
- Hussein Hassan :
- Nazmi Kirik :
- Shima Molaei :
- Ala Riani : la femme d'Alan